# Drag Me To Dinner
Drag Me To Dinner es un concurso de telerrealidad estadounidense de cocina y drag queens producido por Hulu. El programa es presentado por David Burtka y Murray Hill, y tuvo su estreno el 31 de mayo de 2023.
Neil Patrick Harris, Bianca del Rio y Haneefah Wood también forman parte del jurado.

## Concursantes
Las concursantes del programa son Alaska, Alexis Mateo, BeBe Zahara Benet, BenDeLaCreme, Biqtch Puddin’, Chelsea Piers, Darienne Lake, Detox, Gigi Goode, Ginger Minj, Heidi N Closet, Heklina, Jackie Beat, Jaida Essence Hall, Jasmine Rice LaBeija, Jinkx Monsoon, Kiki Ball-Change, Kim Chi, Latrice Royale, Manila Luzon, Marti Gould Cummings, Mayhem Miller, Meatball, Merrie Cherry, Morgan McMichaels, Mrs. Kasha Davis, Naomi Smalls, Nina West, Peaches Christ, Peachez Iman Cummings, Pixie Aventura, Raja, Rhea Litré, Selma Nilla, Sherry Vine, Symone, Thorgy Thor, Trinity the Tuck, Vanessa Vanjie Mateo y Willam.